# Balbino Marrón

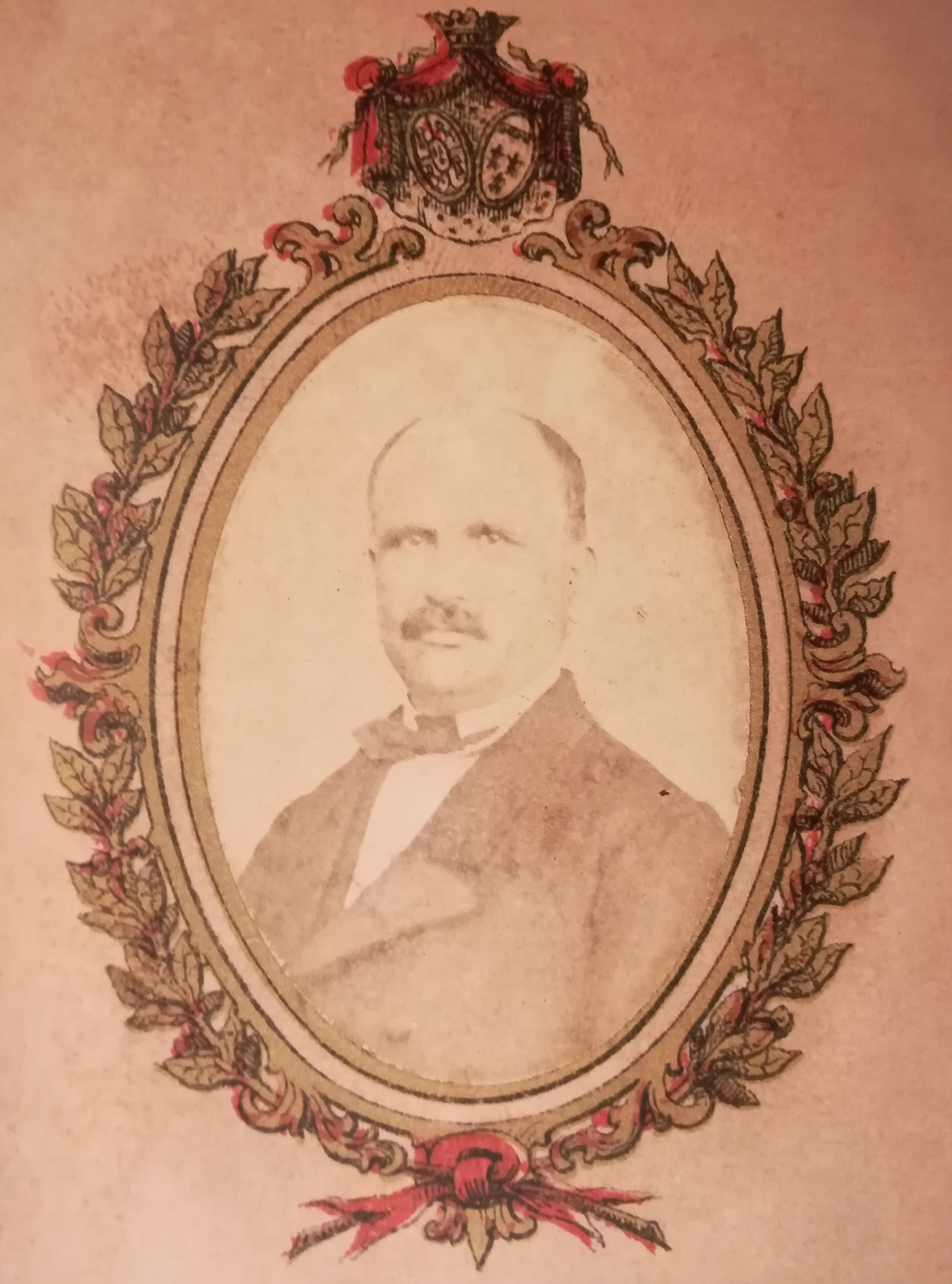
Balbino Marrón y Ranero.

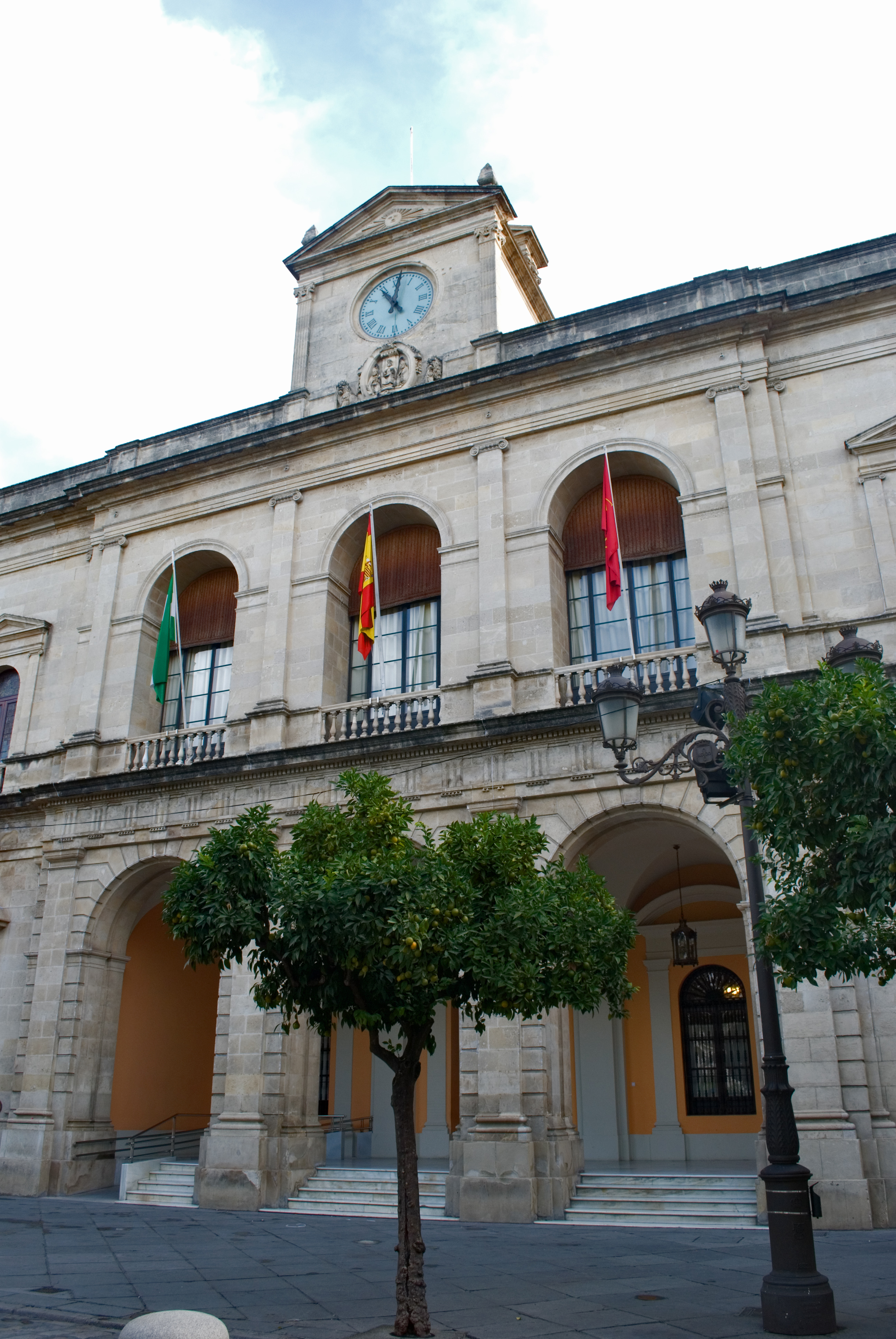
Fachada principal del ayuntamiento de Sevilla, hacia la plaza Nueva. Fue proyectada por Balbino Marrón y terminada en 1867.

Balbino Marrón y Ranero (Villaro, 23 de febrero de 1812 - Bilbao, 20 de junio de 1867)  fue un arquitecto español que realizó sus obras, sobre todo, en las ciudades de Jerez de la Frontera y Sevilla.

## Biografía
Inició sus estudios de arquitectura en Bilbao junto a Juan Bautista Belauzarán. Continuó su formación en Sevilla, donde asistió a la Escuela de las Tres Nobles Artes de Sevilla, bajo la dirección del arquitecto Salustiano Ardanaz, primero, y tras la muerte de este, con Melchor Cano. Marchó a Madrid en mayo de 1837 para realizar el riguroso examen de la Academia de Bellas Artes y obtuvo el título de arquitecto en Madrid, que fue expedido el 24 de septiembre de 1837.
Tras obtener el título, se instaló en Sevilla. Empezó en el estudio de Melchor Cano, arquitecto municipal de Sevilla entre 1825 y 1840.
En marzo de 1838 logró la plaza de maestro mayor de obras públicas (arquitecto municipal) de Jerez de la Frontera. Desde julio de 1838 fue miembro de la Real Sociedad Económica de Amigos del País. En Jerez llevó a cabo la cárcel pública, las casas consistoriales, los cuarteles de la plaza de la Constitución, la capilla y el panteón del cementerio, un depósito subterráneo con capacidad para 100.000 arrobas de agua y los empedrados de calles y aceras. Además, realizó varias obras para particulares, sobre todo de bodegas y almacenes de vinos. También realizó otras obras para particulares de poca envergadura en el mismo Jerez y en las localidades de Puerto Real, el Puerto de Santa María, Arcos de la Frontera y la ciudad de Cádiz. Permaneció como arquitecto municipal en Jerez hasta 1846.
Entre las obras para particulares que hizo en Jerez pueden destacarse las siguientes:
- 1838. Bodega Arboledilla para Mariano Lambarri.
- 1838. Casa. Calle Arcos, esquina con calle Honda.
- 1838. Casa. Calle Egido.
- 1838. Casa en el Llano del Alcázar.
- 1839. Casa. Calle Pedro Alonso, 64.
- 1839. Bodega para Ángel Martínez. Plaza de San Juan.
- 1839. Bodega para Pedro López Villegas. Calle Carrizos, esquina con la calle Liebre.
- 1839. Bodega para Patricio Garvey. Calle Piernas, 65.
- 1839. Bodega para los herederos de Javier Bertenati. Calle de San Juan.
- 1839. Tres casas en la parcela que ocupaba la Cárcel Vieja. Dos de ellas dando a la plaza del Cabildo.
- 1839. Casa. Calle Arcos.

### Trabajo en Sevilla
En 1846 se trasladó para ejercer de arquitecto municipal de Sevilla. En 1847 fue nombrado miembro numerario de la Academia de San Fernando.  En 1860 el Gobierno de España le nombró Arquitecto Provincial de Sevilla y consejero de la Delegación del Gobierno. Como tal, estuvo al frente de todas las obras del Gobierno en la provincia desde 1860 hasta 1867.
La primera obra que realizó en esta ciudad fue la reforma de un edificio en la calle Cardenal en 1846 para convertirlo en el asilo San Fernando, que fue derribado en 1860. En 1847 comenzó a celebrarse la Feria de Abril. Al comienzo esta se colocó solamente en la zona de la Huerta del Retiro, aunque posteriormente se extendió para abarcar todo el Prado de San Sebastián. Esto provocó la ordenación municipal de los terrenos en 1850.
En 1846 realizó la plaza del Museo y en 1851 realizó la fachada del Museo de Pinturas, que es el actual Museo de Bellas Artes. Esta fachada fue reconstruida en 1945.
En 1852 realizó la fachada del ayuntamiento que da a la plaza Nueva. Así mismo, colaboró con Ángel de Ayala en el proyecto de la Plaza Nueva.
En 1852 se encargó de la construcción del cementerio de San Fernando, que se inauguró en 1853. En 1858 realizó el mercado del Perneo y en 1862 el mercado de la calle Feria.
Prolongó las calles Tetuán y Naranjo (Méndez Núñez). Creó la actual calle Bilbao, para lo cual se modificó el lateral del convento de San Buenaventura.
En 1855 separó urbanísticamente la zona de la Huerta del Retiro, donde se situó el paseo de Catalina de Ribera. En 1858 realizó una ordenación urbanística de la zona de la Alameda de Hércules. Trazó varias calles rectas a las afueras del barrio de la Cestería y a las afueras de la Puerta de Triana.
En 1848 el duque de Montpensier y su esposa, la infanta María Luisa, se instalaron en Sevilla. Balbino Marrón adaptó para ellos el Palacio de San Telmo. Además, construyó para ellos un palacio en Sanlúcar de Barrameda y otro en Villamanrique de la Condesa. También realizó obras en el palacio que este matrimonio tenía en Castilleja de la Cuesta, que en el siglo XVI había sido la casa de Hernán Cortés.
Otra de sus obras para particulares fue un bloque de pisos entre las calles Sierpes, O'Donell y San Acasio, que aun se conserva, aunque reformado.
No viajó a Italia, por lo que el carácter italianizante de su obra probablemente se deba a la influencia de Inclán Valdés.